# Кох, Генрих Кристоф
Генрих Кристоф Кох (нем. Heinrich Christoph Koch; 1749—1816) — немецкий музыковед, композитор.

## Биография
Родился в 1749 году в Рудольштадте. Изучал композицию под руководством городского капельмейстера Кристиана Шайнпфлуга, затем продолжил образование в Веймаре у Карла Готлиба Гёпферта. В 1768 году получил место скрипача придворной капеллы княжества Шварцбург-Рудольштадт, в 1792—1793 гг. возглавлял её как капельмейстер. Затем завершил карьеру исполнителя и занялся музыкальной критикой и исследованиям в области теории музыки.
Автор ряда кантат и хоралов.

## Работы
- Versuch einer Anleitung zur Composition (Опыт введения в композицию), Рудольштадт и Лейпциг, 1782—1793. Это трёхтомное издание[3] оказало большое влияние на последующее развитие теории музыки. Особое внимание в ней Кох уделил детальному анализу музыкальных форм.[4]
- Musiktheoretische Quellen: 1750—1800 (Истоки теории музыки: 1750—1800).[5]
- Musikalisches Lexikon (Музыкальный лексикон), Франкфурт, 1802.[6]. Подробная энциклопедия музыкальных терминов, инструментов и персоналий. Переиздание: Hildesheim, 1985. — 589 стр.[7]
- Handbuch bey dem Studium der Harmonie, Лейпциг, 1811.
- Versuch, aus der harten und weichen Tonart jeder Tonstufe der diatonisch-chromatischen Leiter vermittels des enharmonischen Tonwechsels in die Dur- und Molltonart der übrigen Stufen auszuweichen, Рудольштадт, 1812.